# Піксель TV
«Піксель TV» — загальноукраїнський дитячий телеканал. Входить до складу «Inter Media Group».

## Про канал
Телеканал розпочав своє мовлення 15 квітня 2012 року.
У листопаді того ж року «Піксель TV» було відзначено нагородою «Відкриття року» за версією журі телевізійної премії «Телетріумф».
З 25 грудня 2016 року мовить у форматі 16:9.
31 березня 2021 року почав мовлення у стандарті високої чіткості (HD).
На телеканалі показуються пізнавальні, розвиваючі, навчальні та розважальні проєкти від виробників з усього світу. Також на «Піксель TV» є проєкт «ТІВІ Абетка» власного виробництва, який навчає малюків українським літерам і словам.
Серед програмного продукту телеканалу «Піксель» мультсеріали та програми відомих виробників, а також мультсеріали і програми українського виробництва.

## Рейтинги
У грудні 2012 року канал був абсолютним лідером за авдиторією 4-9 (міста 50 тис.+) серед українських каналів із часткою 9,55 % за цією авдиторією і 0,69 % за авдиторією 18-54.
У грудні 2021 року частка каналу «Піксель TV» склала 0,56 % з рейтингом 0,07 % (дані Індустріального Телевізійного Комітету, авдиторія 18-54 міста 50 тис.+, 18-е місце серед українських каналів).

## Наповнення етеру

### Програми
- Веселі саморобки (з 2018)
- Зірки-малюки
- НУМО (з 2022)
- ТіВі Абетка
- Кумедні (з 2025)
- Уроки тітоньки Сови (2017—2020)
- Фото тижня
- Хі та Ха (з 2025)

### Мультсеріали
- Алекс
- Анжеліна Балерина. Нові кроки (2013—2018)
- Бабай
- Балакучий Том і друзі
- Баранчик Шон (з 2012)
- Безпека на дорозі з Полі
- Бейблейд X (з 2024)
- Блиск і монстромашини (з 2024)
- Бджілка Майя (з 2021)
- Боббі і Білл (2018—2021)
- Боінг — іграшковий рейнджер
- Буба (2017—2021)
- Буль Буль Марин
- Ван Дог
- Весело з Клодом
- Вік — маленький вікінг
- Віспер (з 2022)
- Вруміз
- Все про Розі
- Вулик
- Гав-гав-гав (з 2020)
- Геомеха
- Гламперси
- Деніс і Нешер без обмежень
- Домашні прибульці (англ. Pet alien)
- Дракончик Дігбі
- Друзяки із джунглів. Команда порятунку
- Зігбі
- Злюки бобри
- Зубабу
- ЙоНаЛу
- Казки Татонки (2012—2017)
- Казки тигреня Персі
- Капітан Фламінго
- Каспер: Школа страху
- Кафе Баттербін (з 2022)
- Каю (2012—2022)
- Клампики
- Клуб Вінкс: Школа чарівниць (2012—2014)
- Космічний десант[7]
- Космічний старт (з 2021)
- Кокомонг
- Легенди Чіми (2013—2014)
- Лис Микита
- Лупдіду (2013—2018)
- Леді Баг і Супер-Кіт (2017—2018)
- Люди в чорному[7]
- Мавпенятко: повторяй зі мною (англ. Monkey See, Monkey Do)
- Майстерня Бібі (з 2020)
- Макс Грін та прибульці
- Маленькі Луні Тюнс
- Малюк Джейк
- Малюки-герої
- Маша та Ведмідь (2012—2014)
- Мисливці на привидів[7]
- Мишеня Тіп
- Міа та я
- Місія Блейк (2021—2025)
- Мія
- Морські пригоди Сантьяго (з 2022)
- Мультфільми студії «Союзмультфільм» (2012—2022)[7]
- Мусті
- Нові пригоди Пітера Пена
- Ноксу та друзі
- Ну, постривай! (2012—2022)
- Оггі та кукарачі (2012—2015)
- Октонавти
- Паровозик Тішка
- Пес Патрон
- Пім та Пам
- Пожежна безпека з Роєм
- Пожежна машинка Фінлі (2013—2015)
- Пом Пом та друзі
- Пригоди Капітана Врунгеля (2012—2022)
- Пригоди Мауглі
- Пригоди Сакерзів
- Пригоди Тіммі (2012—2016)
- Пригоди Хайді (2015)
- Про все на світі (Велика ідея)
- Професор Контраптус
- Раджу Рікша
- Рей і пожежний патруль
- Робокар Полі (з 2013)
- Робопотяги
- Смішарики (2012—2022)
- Сонік Бум
- Супер Зак
- Супергерой Коді
- Тайо
- Театр Езопа
- Тельмо та Тула
- Тіллі та друзі
- Тіп Топ
- Тобот (з 2025)
- Тру і Королівство веселки
- Фіксики (2014—2022)
- Флупалу, де ти?
- Хантік: Шукачі секретів[7]
- Хоробрі зайці (з 2024)
- Цифропузики
- Цікавинки від Джесса
- Шарлота-Суничка
- Шоу Даффі Дака

## Мовлення

### Супутникове мовлення
| Супутник         | Стандарт | Частота | Символьна швидкість | Поляризація     | FEC | Формат зображення | Помітки | Кодування |
| ---------------- | -------- | ------- | ------------------- | --------------- | --- | ----------------- | ------- | --------- |
| Astra 4A (4.8°E) | DVB-S2   | 12437   | 30000               | вертикальна (V) | 3/4 | MPEG-4            | EPG     | FTA       |

### Етерне цифрове мовлення
| Канал | Мультиплекс | Стандарт | EPG        | Формат мовлення |
| ----- | ----------- | -------- | ---------- | --------------- |
| 8     | MX-3        | DVB-T2   | Green tick | SD 576i 16:9    |

## Порушення у дні жалоби
Моніторинг Національної ради з питань телебачення і радіомовлення показав, що 20 січня 2025 року телеканал «Піксель TV» не поширював інформацію про 10-річчя з часу завершення боїв за Донецький аеропорт у повному обсязі, а саме мінімум — раз на дві години. В результаті регулятор виніс припис.
У День пам'яті жертв Голокосту 27 січня того ж  року «Піксель TV» знову не в повному обсязі інформував в етері. За це регулятор знову виніс припис.